# Представа Хамлета у Мрдуши Доњој (филм)
Представа Хамлета у Мрдуши Доњој је југословенски социјални драмски филм из 1973. године базиран на трагикомедији Представа Хамлета у селу Мрдуша Доња хрватског драматурга Иве Брешана. Режирао га је Крсто Папић, који је помогао у писању сценарија Иву Брешану.
Радња филма, смештена у фиктивно село Мрдуша Доња у Далматинској загори, прати мештане села док покушавају да организују изведбу Хамлета Виљема Шекспира, онемогућени у том задатку интригом сопствених живота. Мештане села тумаче, између осталог: Раде Шербеџија, Крешимир Зидарић, Милена Дравић, Фабијан Шоваговић и Љубиша Самарџић. Филм је сниман крајем 1972. и почетком 1973. године у Шибенику и њему околним селима, и био је знатно скупљи од осталих филмских пројеката свог времена, коштајући преко сто милиона старих динара више од осталих филмова сниманих у боји.
Представа Хамлета у Мрдуши Доњој је имао своју премијеру 31. јула 1973. године на двадесетом годишњем Филмском фестивалу у Пули, где је освојио Сребрну арену, док је Љубиша Самарџић за улогу Мачка добио Златну арену.

## Радња
У селу Мрдуши Доњој припрема се прослава годишњице избора председника сељачке задруге. Мате Букара нареди учитељу да припреми позоришни комад који ће се извести у селу. Започиње гротескно припремање Шекспировог Хамлета у овом динарском селу. Улогу краља Клаудија и краљице преузимају председник задруге и његова љубавница. Док се комад припрема, тече друга, али „Хамлету“ слична драма. Наиме, председник је лажно оптужио благајника задруге, бившег борца, за злоупотребу због чега је овај затворен. Његов син настоји разоткрити ту прљаву игру и опрати част свога оца. Од Мачка, службеника у задрузи, настоји да добије документе, али они су скривени. Његова девојка Анђа, која у представи игра Офелију жели му помоћи али и она упада у животну режију Хамлета у Мрдуши Доњој.

## Улоге
- Раде Шербеџија — Јоцо Шкокић, у представи тумачи Хамлета
- Крешимир Зидарић — Мате Букара, у представи тумачи Краља Клаудија
- Милена Дравић — Анђа, у представи тумачи Офелију
- Фабијан Шоваговић —Учитељ Андро Шкунца
- Изет Хајдархоџић — Отац Јоцин
- Љубиша Самарџић — Мачак, у представи тумачи Лаерта
- Звонко Лепетић —Миле Пуљиза, у представи тумачи Полонија
- Мато Ерговић — Шимурина
- Зденка Хершак — Мара Видојевић
- Илија Ивезић — Железничар
- Јован Стефановић — Полицијски инспектор
- Иво Пајић
- Рикард Брзеска
- Славица Мараш
- Невенка Шајин
- Бранко Матић

## Настанак
Драму Представа Хамлета у селу Мрдуша Доња, опћина Блатуша, хрватски драматург Иво Брешан, написао је 1965. године, али је због разних социополитичких разлога она први пут одиграна тек 1971. године у загребачком ITD театру. Представа је била контроверзна због свог црнохуморног сагледавања послератне комунистичке власти, али је такође била јако успешна критички и комерцијално, освојивши награду публике на Битефу и Стеријину награду 1972. године.
Филм Представа Хамлета у Мрдуши Доњој настао је као копродукција загребачког Јадран филма и београдског Центра Филмских радних заједница.